# 8. Arrondissement (Paris)

Logo der mairie des 8. Arrondissements

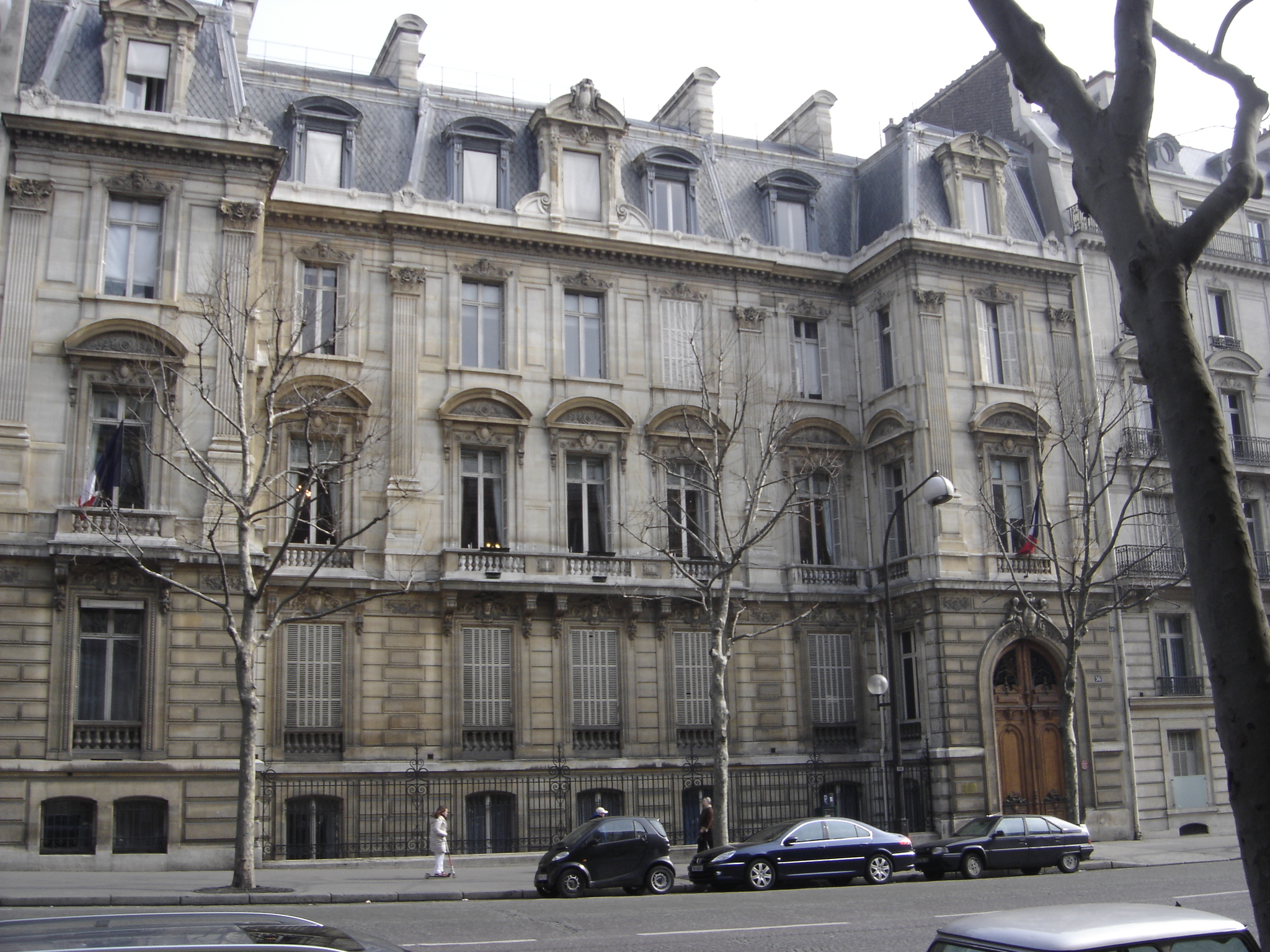
Rathaus des 8. Arrondissements

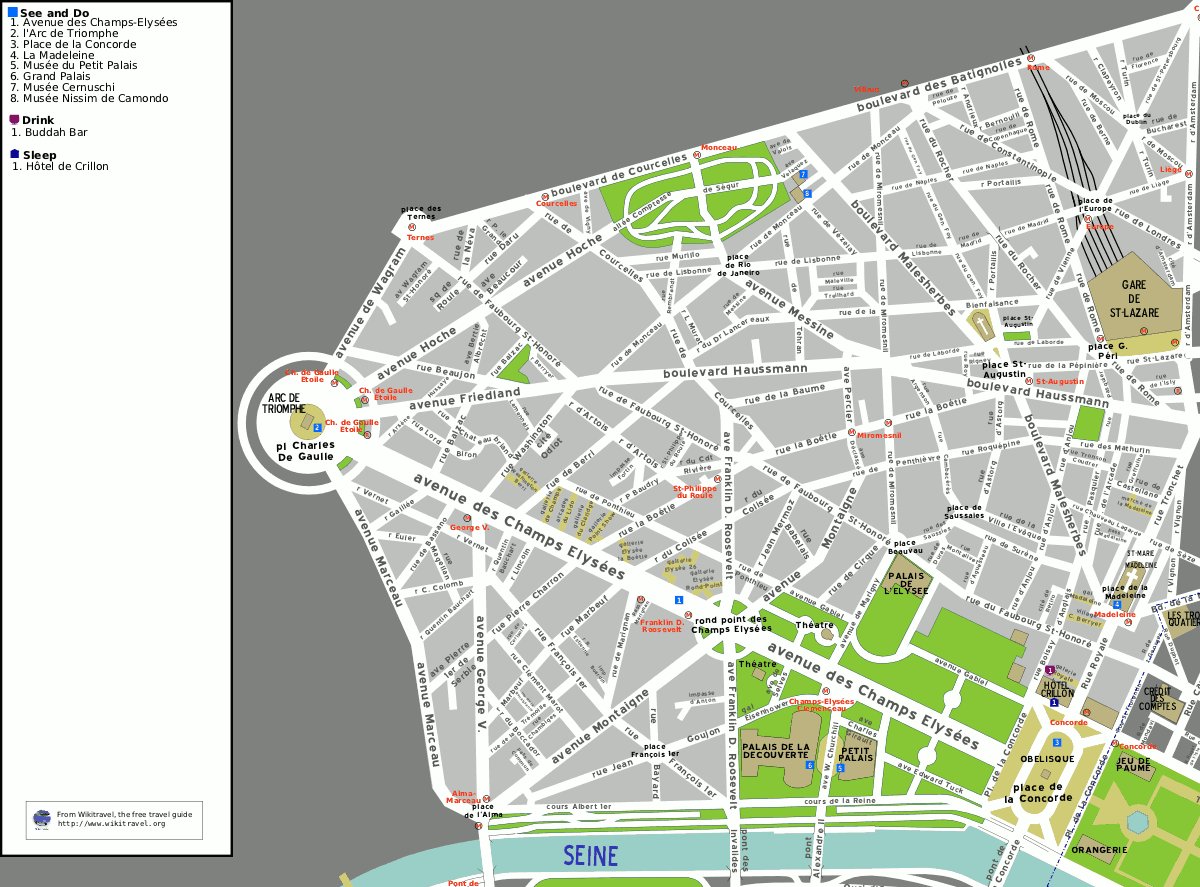
Karte des 8. Arrondissement

Das 8. Pariser Arrondissement, das Arrondissement de l’Élysée, ist eines von 20 Arrondissements der französischen Hauptstadt Paris. Es entstand im Zuge der Ausdehnung der Stadt in westlicher Richtung Mitte des 19. Jahrhunderts. In diesem Arrondissement konzentriert sich ein großer Teil des Geschäftslebens von Paris mit entsprechend hoher Beschäftigtenzahl. Außerdem ist es durch den Sitz des Staatspräsidenten (Élysée-Palast), des Innenministeriums, zahlreicher Botschaften und internationaler Medienbüros das wichtigste politische Zentrum der Hauptstadt.

## Geographische Lage
Das 8. Arrondissement liegt unmittelbar am rechten Seineufer. Es grenzt im Osten an das 9. und 1. Arrondissement, im Westen an das 16. und im Nordwesten und Norden an das 17. Arrondissement. Auf dem gegenüberliegenden Seineufer liegt das 7. Arrondissement. Seinen Umriss bilden – im Uhrzeigersinn von der Südostecke ausgehend – das Seineufer zwischen Place de la Concorde und Pont de l’Alma, die von dort Richtung Norden bis zum Place Charles de Gaulle mit dem Triumphbogen führende Avenue Marceau und die weiter nach Nordosten führende Avenue Wagram, der die Nordgrenze bildende Boulevard de Courcelles mit dem Parc Monceau als große Parkfläche im Norden des Arrondissements sowie dem daran anschließenden Boulevard des Batignolles. Die nördliche Umrisslinie endet am Place de Clichy. Daraufhin führt sie – über die Rue d’Amsterdam und die Rue Vignon – in gerader Linie südwärts, umfasst dabei den Bahnhof Paris-Saint-Lazare (im Norden) sowie die Kirche La Madeleine (im Süden) und stößt abschließend wieder auf den Place de la Concorde mit dem Beginn der Rue de Rivoli und dem Jardin des Tuileries auf der östlichen, im 1. Arrondissement gelegenen Seite.
Zentrale Achsen durch das Arrondissement hindurch sind die Avenue des Champs Élysées mit dem als Präsidentensitz fungierenden Élysée-Palast sowie dem Jardin des Champs-Élysées und die in Ost-West-Richtung verlaufende Avenue de Friedland mit dem daran anschließenden Boulevard Haussmann. Die beiden Straßenachsen dritteln das Arrondissement grob in einen nördlichen, einen mittleren und einen südlichen Teil. Zum linksseitigen Seine-Ufer führende Brücken sind von West nach Ost: Pont de l’Alma, Pont des Invalides, Pont Alexandre III und Pont de la Concorde. Die am Seine-Ufer entlangführende Grünanlage Cours la Reine verlief früher von der Pont de la Concorde bis zur Pont de l’Alma. Der westliche Abschnitt trägt mittlerweile den Namen Cours Albert Ier. Beide werden mittlerweile von der Schnellstraße Voie Georges-Pompidou gesäumt.
Den für den Pariser Westen zentralen Verkehrsknotenpunkt Place Charles de Gaulle mit dem Arc de Triomphe teilt sich das 8. Arrondissent mit den westlich gelegenen Arrondissements 16 und 17. Das sternförmig vom Platz wegführende Netz aus insgesamt zwölf Avenuen prägt die Straßenanordnungs-Struktur im westlichen Teil des Bezirks stark. Außer den beiden Begrenzungsstraßen Avenue Marceau (im Süden), der Avenue de Wagram (im Norden) sowie der Prachtmeile Champs Élysées (in der Mitte) gehören zu diesem vom Triumphbogen wegführenden Straßenraster die Avenuen Hoche (Endpunkt: Parc Monceau) und de Friedland (Verlängerung: Boulevard Hausmann). Ebenfalls Teil dieser mondän gestalteten Straßenzüge ist die Avenue Georges V, die parallel zur Avenue Marceau verläuft. Eine Art Kontrapunkt zu dieser mondänen Form von städtebaulichem Raster stellt die nordöstliche Ecke des Bezirks zwischen Madeleine-Kirche und Bahnhof Saint-Lazare da, deren Straßenstruktur und Bebauung starke Ähnlichkeit hat mit denen im westlichen Teil des historischen Zentrums.

## Geschichte
Zur Zeit der Gallischen Kriege sowie der nachchristlichen Antike lag das Gebiet des heutigen 8. Arrondissements im Einzugsgebiet der gallorömischen Stadt Lutetia. Besiedelt war die Region von den Parisiern, einem keltischen Stamm, der entlang der Seine lebte. Abseits des auf der Île de la Cité sowie dem heutigen Quartier Latin konzentrierten Vorläufers von Paris war die Gegend dünn besiedelt und diente primär als landwirtschaftlich genutztes Hinterland – eventuell auch für Villen römischer Bürger. Allerdings sind die Hinweise auf römische Überreste so spärlich, dass davon auszugehen ist, das keine bedeutenderen Bauwerke oder Straßen existierten.
Auch im frühen Mittelalter blieb das Gebiet dünn besiedelt. Erste Veränderung traten erst ab dem Hochmittelalter ein – als die Stadt Paris sich ausbreitete und zur Hauptstadt der französischen Monarchie avancierte. Ein Hinweis auf die wachsende Anbindung des Gebiets ist die Rue du Faubourg Saint-Honoré, deren Vorläufer 1222 erstmals erwähnt wurde. Der Faubourg Saint-Honoré, welcher sich um die nördlich der heutigen Champs-Élysées verlaufende Straße entwickelte, war zunächst eine ländliche Vorstadt mit verstreuten Höfen und kleinen Kapellen. Verursacht durch Druck aus dem östlich angrenzenden Stadtzentrum, avancierte der Faubourg zum Refugium für Stadtvillen begüterter Adliger und Bürger.

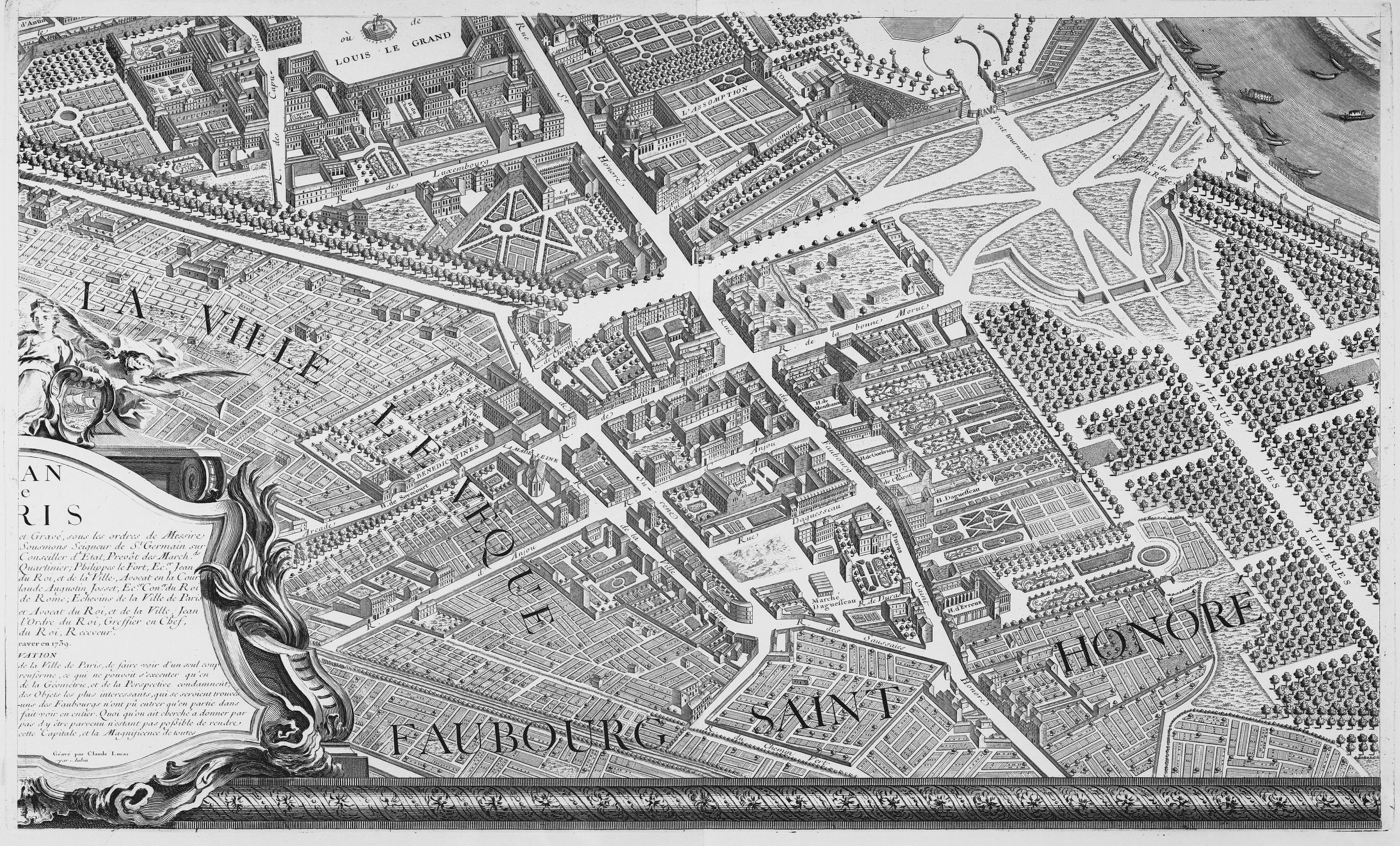
Faubourg de Saint-Honoré und Place de la Concorde auf dem Stadtplan von Turgot (1739)

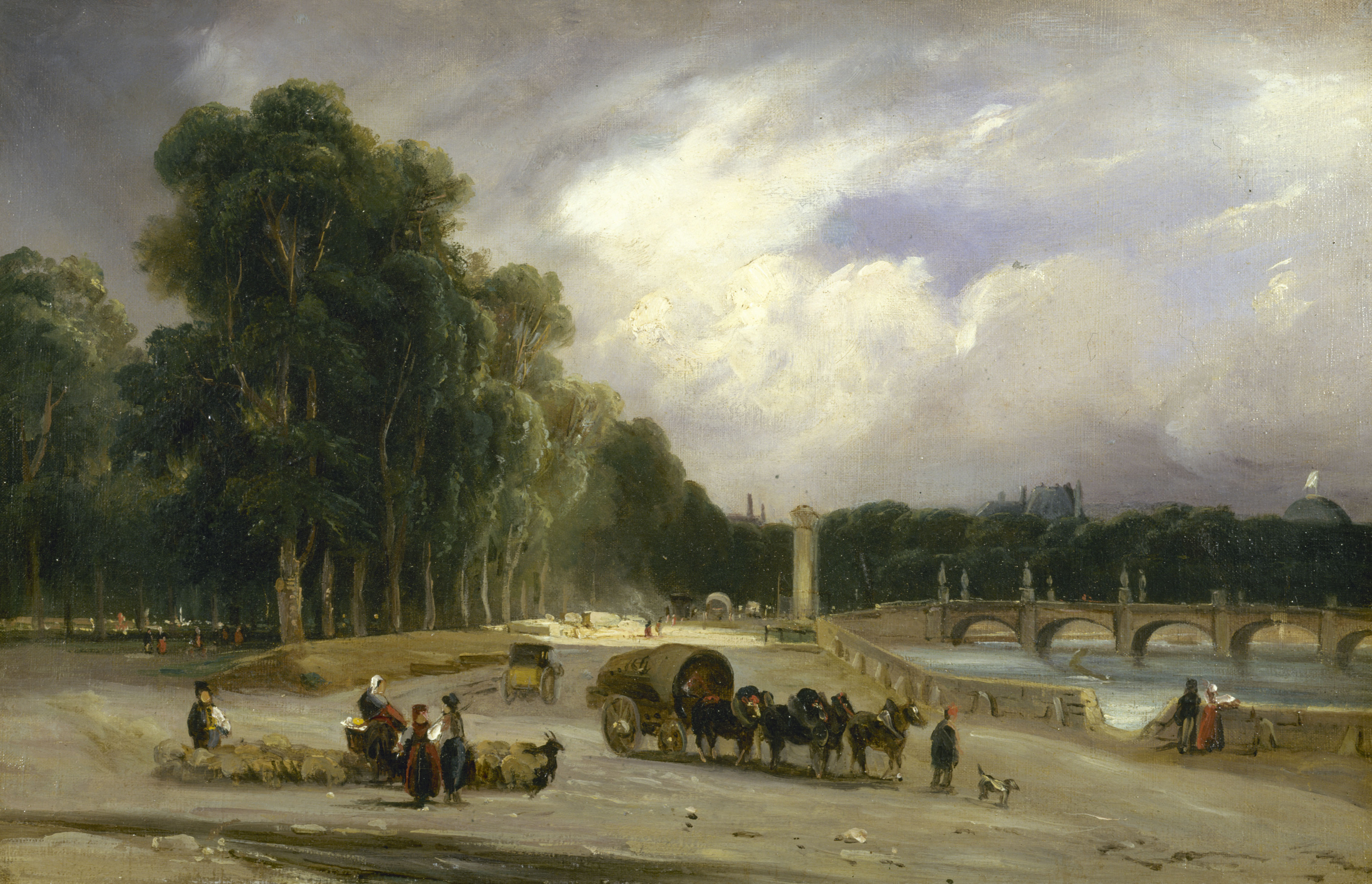
Cours la Reine (Gemälde, 1828)

Noch weiter westlich, im heutigen Quartier du Faubourg-du-Roule, existierte mit dem Dorf Roule ein weiterer Ansiedlungs-Verdichtungspunkt. Ab dem 17. Jahrhundert war das Bezirksgebiet mehr und mehr in unterschiedliche Erweiterungsplanungen für die Hauptstadt einbezogen. Die von Maria von Medici veranlasste Errichtung des Cours-la-Reine, einer von Bäumen gesäumten Allee entlang der Seine, markiert einen ersten Schritt in Richtung einer urbaneren Gestaltung. Im 18. Jahrhundert entstanden eine Reihe Straßen, Parks und Bauwerke, welche dem Bezirk bis heute ihr Gepräge geben: der Place de la Concorde als westlicher Abschluss des Tuilerienpalastes mit Sichtachse zum Place d’Etoile (heute: Place Charles de Gaulle), die Madeleine-Kirche, der Parc Monceau, der Élysée-Palast, und schließlich die Avenue des Champs-Élysées.
Eine zweite Bauwelle setzte im 19. Jahrhundert ein. Zwischen 1800 und 1850 wurden fertiggestellt beziehungsweise in ihre heutige Form gebracht: die Eglise Madeleine, der Place de la Concorde, der Place d’Etoile mit dem Arc de Triomphe und der Parc Monceau. Einige Gebäude erhielten ihre bis heute gültige Funktionsbestimmung – so die Madeleine-Kirche, der seit der dritten Republik als Präsidentensitz fungierende Élysée-Palast sowie der Place de la Concorde, der in den Jahren 1793–94 als zentrale öffentliche Hinrichtungsstätte fungiert hatte. Als Funktions- und Prachtbauten neu hinzu kamen der 1837 in Betrieb genommene und 1886–89 erweiterte Bahnhof Saint-Lazare sowie die für die Weltausstellung 1900 konzipierten Prachtbauten Grand Palais und Petit Palais.
Eine zentrale Veränderung war der Ausbau des vom heutigen Place Charles de Gaulle ausgehenden Straßennetzes. Ab 1857 wurde das sternförmige Netz von zuvor fünf auf die heutigen zwölf Avenuen erweitert. Zur zentralen Prachtmeile entwickelte sich die – den Bezirk von West nach Ost durchlaufende – Avenue des Champs-Élysées. Zu Anfang des 19. Jahrhunderts noch ein eher vorstädtischer Flanierweg, avancierte sie binnen weniger Jahrzehnte zu einer baulich dicht erschlossenen, wirtschaftlich lukrativen und weltweit bekannten Renommierstraße, deren monumentale Bauwerke dem Gebiet ein repräsentatives und symbolträchtiges Profil verliehen. Als bedeutende Ereignisse und Manifestationen im 19. Jahrhundert fanden unter anderem hier statt: die kurzzeitige, symbolische Teil-Besetzung von Paris durch deutsche Bundestruppen nach dem Waffenstillstand im Deutsch-Französischen Krieg 1871 und der Trauerzug für den Schriftsteller und Journalisten Victor Hugo 1885.

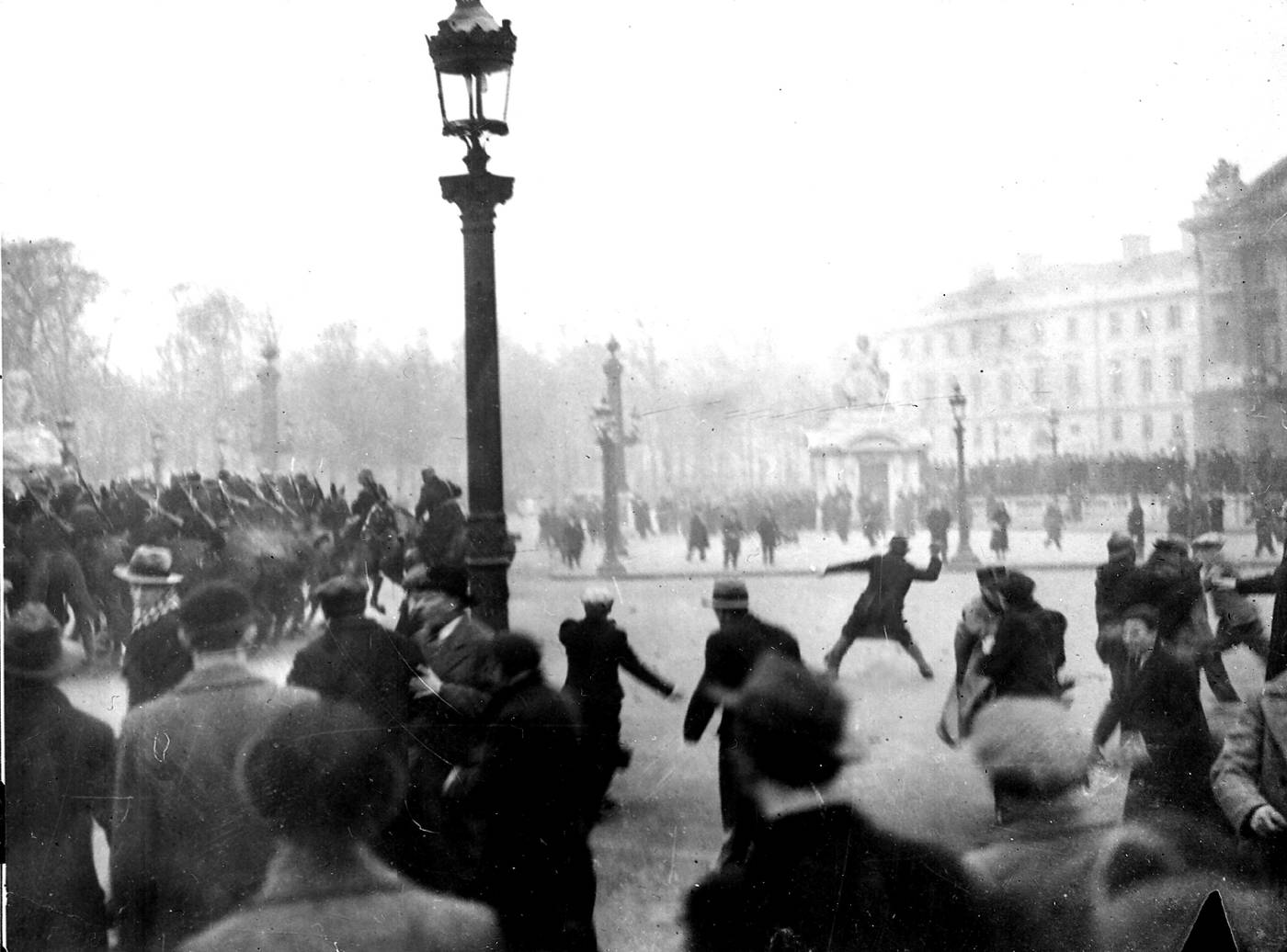
Polizeieinsatz auf der Place de la Concorde, 7. Februar 1934

Die Weltausstellung 1900 hatte einen großen Einfluss auf das 8. Arrondissement, insbesondere auf die Champs-Élysées. Die Promenade wurde zu einem Hauptort für Ausstellungsgebäude und temporäre Pavillons, die den Fortschritt und die kulturelle Vielfalt Frankreichs präsentierten. Das nahe der Renommiermeile gelegene Théâtre des Champs-Élysées wurde bereits kurz nach seiner Gründung zum Schauplatz zum Teil kontrovers aufgenommener Events. Im Mai 1913, kurz nach seiner Eröffnung, hatte die Premiere von Igor Strawinskys Werk Le sacre du printemps teils tumultartige Publikumsreaktionen zur Folge. Am gleichen Ort sorgte im Oktober 1925 die (fast) nackt auftretende Tänzerin Josephine Baker für einen Skandal. Politisch eine der markantesten Kraftproben für die Dritte Republik war die von den faschistischen Ligen organisierte Großdemonstration am 2. Februar 1934. Die Straßenschlachten auf dem Place de la Concorde sowie im benachbarten Regierungsviertel hatten 16 Tote und Hunderte von Verletzten zur Folge.
Eine symbolhaft aufgeladene Kulisse waren die Champs Élysées auch beim Einzug der Alliierten nach der Befreiung von Paris 1944. In der zweiten Hälfte des 20. Jahrhunderts behaupteten die Champs-Élysées weiterhin ihre zentrale Rolle. Schauplatz waren und sind sie nicht nur anlässlich der alljährlich stattfindenden Feierlichkeiten zum französischen Nationalfeiertag, dem 14. Juli. Auch die Schlussetappe der Tour de France endet für gewöhnlich hier. Der einstige Glamour-Faktor der – 1970 durch ein bekanntes Chanson von Joe Dassin besungenen – Straße wird allerdings zunehmend von Phänomenen des Massentourismus beeinträchtigt. Um diesen zu konterkarieren, wurde in den 1990ern die Beleuchtungsfarbe einheitlich auf Weiß festgelegt. Der Aufwertung diente zudem auch die Investition von umgerechnet 30,4 Millionen Euro im Jahr 1994.

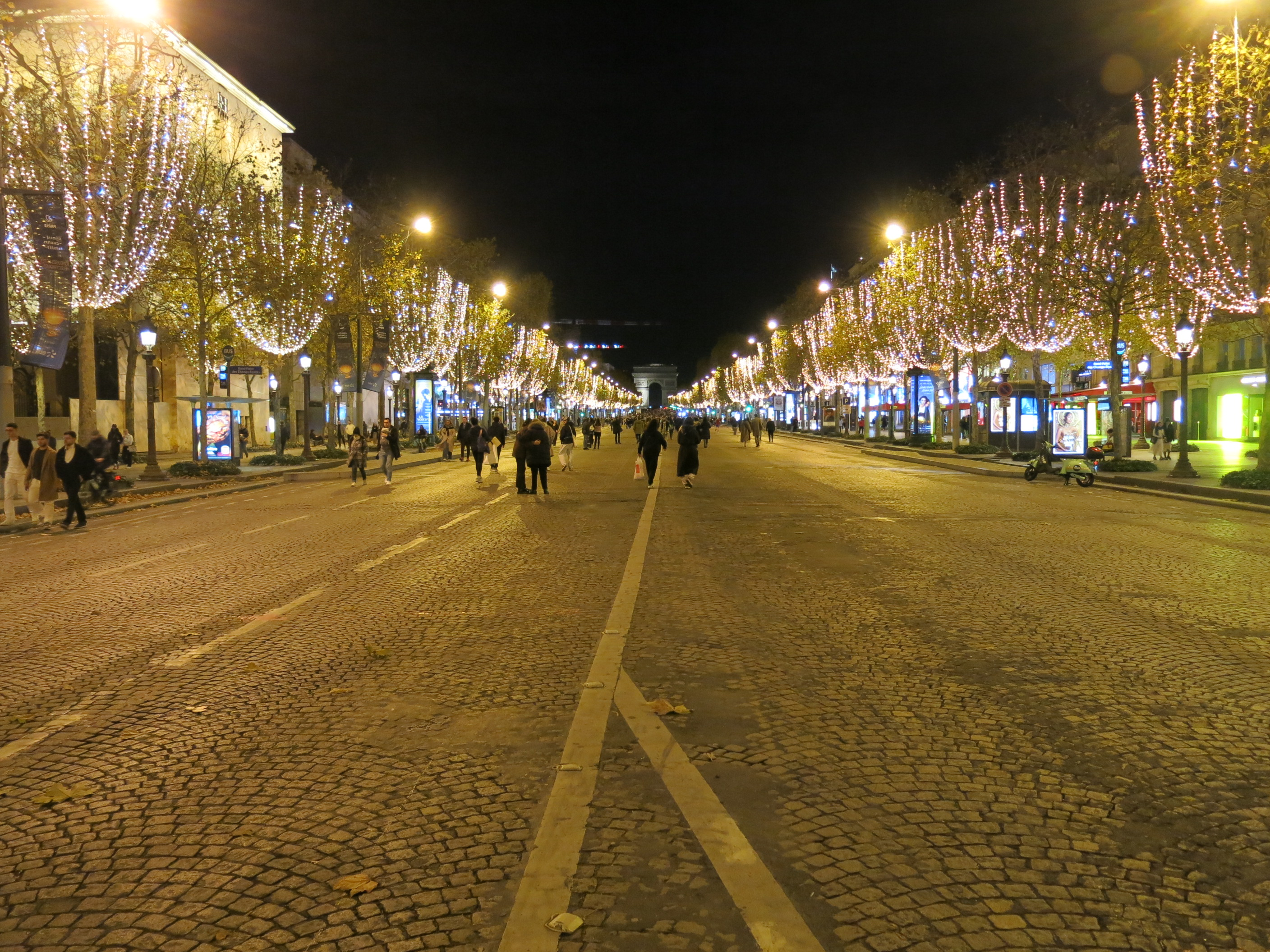
Touristen auf den nächtlichen Champs-Élysées

Die Prägung des Arrondissements ist auch im 21. Jahrhundert eine vorwiegend großbürgerliche und repräsentative. Repräsentation sowie exklusive Hotels, Unternehmens-Dependances und Geschäfte für eine vorwiegend exklusive Kundschaft konzentrieren sich vor allem in der südlichen, von klassizistischer Architektur geprägten Bezirkshälfte rund um die Champs-Élysées sowie die nördlich davon gelegene Rue du Faubourg-Honoré. Ein Zentrum ist die Gegend vor allem für die Modebranche – wobei die exklusive Haute Couture von dem stärker auf den Massenkonsum abzielenden Prêt-à-porter-Segment flankiert wird. Konzentriert in wenigen Straßenzügen finden sich hier Niederlassungen zahlreicher bekannter Marken wie Gucci, Cartier, Chanel, Yves Saint Laurent, Karl Lagerfeld und anderen. Der Norden und Nordosten des Bezirks hingegen – rund um den Park Monceau sowie den Bahnhof Saint-Lazare – haben zwar ebenfalls ein bürgerliches Gepräge. Allerdings offerieren sie nicht das exklusive Flair sowie die repräsentative Rolle des südlichen Arrondissement-Teils.

## Viertel im 8. Arrondissement

Die Stadtviertel im 8. Arrondissement

Das 8. Arrondissement besteht aus den folgenden vier Stadtvierteln:
- Quartier des Champs-Élysées
- Quartier du Faubourg-du-Roule
- Quartier de la Madeleine
- Quartier de l’Europe

Nach der offiziellen Zählung der Pariser Stadtviertel sind dies die Quartiers 29 bis 32.

## Bevölkerung
Laut Zahlen des Statistik-Portals citypopulation.de von 2012/2022 sind 35.418 Einwohner in dem circa 3,9 Quadratkilometer großen Arrondissement gemeldet. Das entspricht einer Bevölkerungsdichte von 9128 Einwohnern pro Quadratkilometer. Die Bevölkerungsabnahme zwischen 2015 und 2022 verlief mit −0,5 % eher moderat. 16.748 der aufgeführten Bewohner waren männlich, 18.375 weiblich, 6235 jünger als 18 Jahre, 22.746 zwischen 18 und 65 und 6141 über 65 Jahre. Die französische Staatsbürgerschaft besaßen 30,486, eine andere 4637. Als Nichtimmigranen führte die Statistik 28.646 Bewohner auf, als Immigranten 6477.
Das Arrondissement hatte im Jahr 1861 eine Einwohnerzahl von 69.814. Den Zenit erreichte es 1891 mit 107.484. Seither verringerte sich die Einwohnerzahl in Sprüngen. Verfügte es 1921 noch über 97.344, sank sie – nach einem leichten Anstieg nach Ende des Zweiten Weltkriegs – auf 80.827. In der zweiten Hälfte des 20. Jahrhunderts setzte sich dieser Abwärtstrend kontinuierlich fort: 1999 wohnten im Arrondissement 39.314 Einwohner; seit der Jahrtausendwende hat sich dieser Trend abgeflacht.
Die Bevölkerung verteilt sich auf die Viertel wie folgt:
- Champs-Elysées: 2.483 Einwohner
- Faubourg du Roule: 9.395 Einwohner
- Madeleine: 5.059 Einwohner
- Europe: 18.186 Einwohner

## Politik und Verwaltung
Das 8. Arrondissement ist das politische Zentrum der Stadt. Hier liegt der Élysée-Palast und das Innenministerium. Ab 2002 hatte die konservative Partei Union pour un mouvement populaire (UMP; dt.: Union für eine Volksbewegung) ihren Sitz im 8. Arrondissement (heute im 15. Arrondissement).

### Rathaus
Das Rathaus des 8. Arrondissements befindet sich im Hôtel Cail in der Rue de Lisbonne 3, 75008 Paris.

### Bürgermeister
Bürgermeister ist seit März 2014 Jeanne d'Hauteserre, Mitglied der LR.

Plätze, Sehenswürdigkeiten, Grünzonen und Straßen
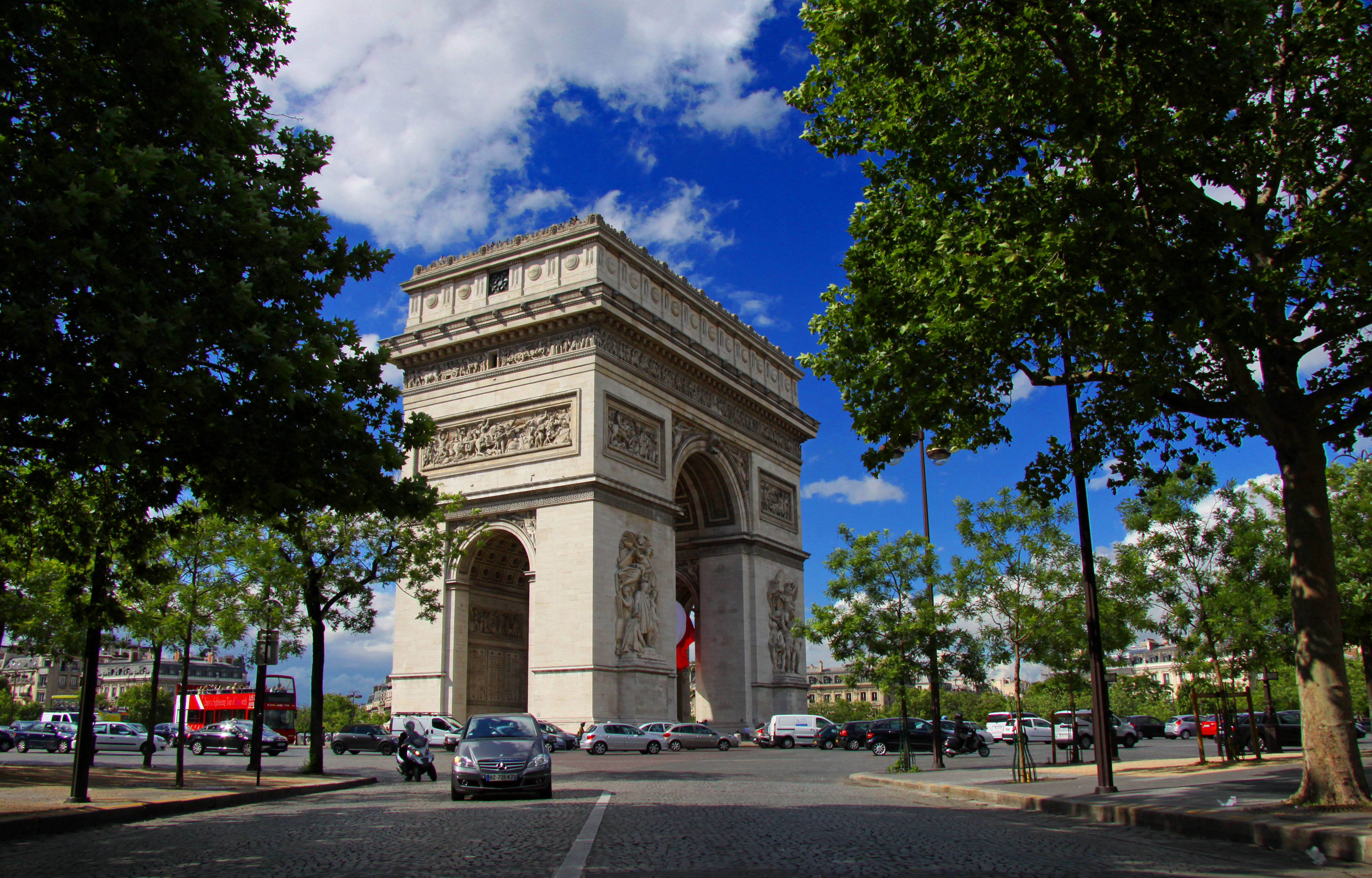
Place Charles de Gaulle mit Triumphbogen
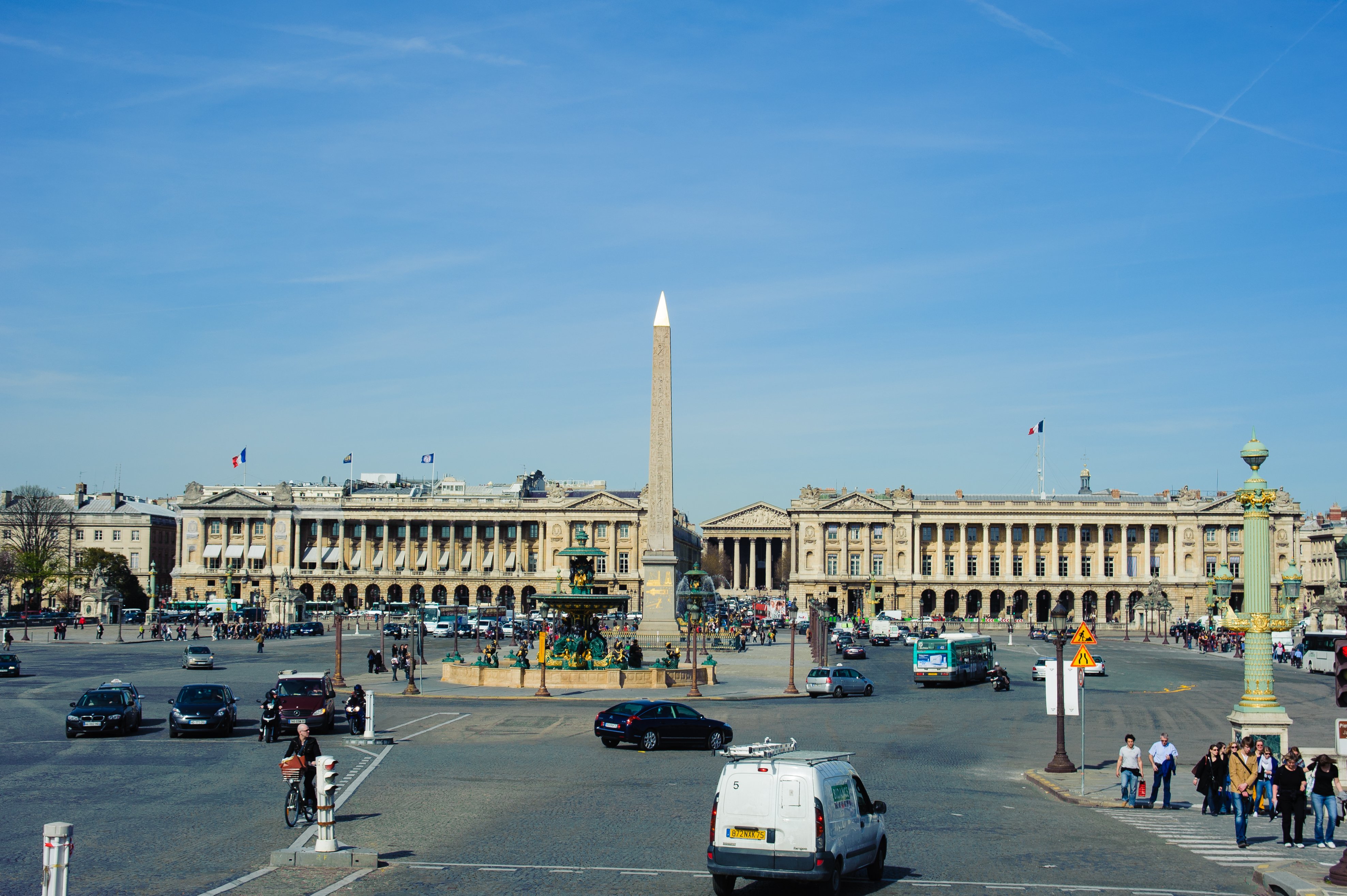
Place de la Concorde
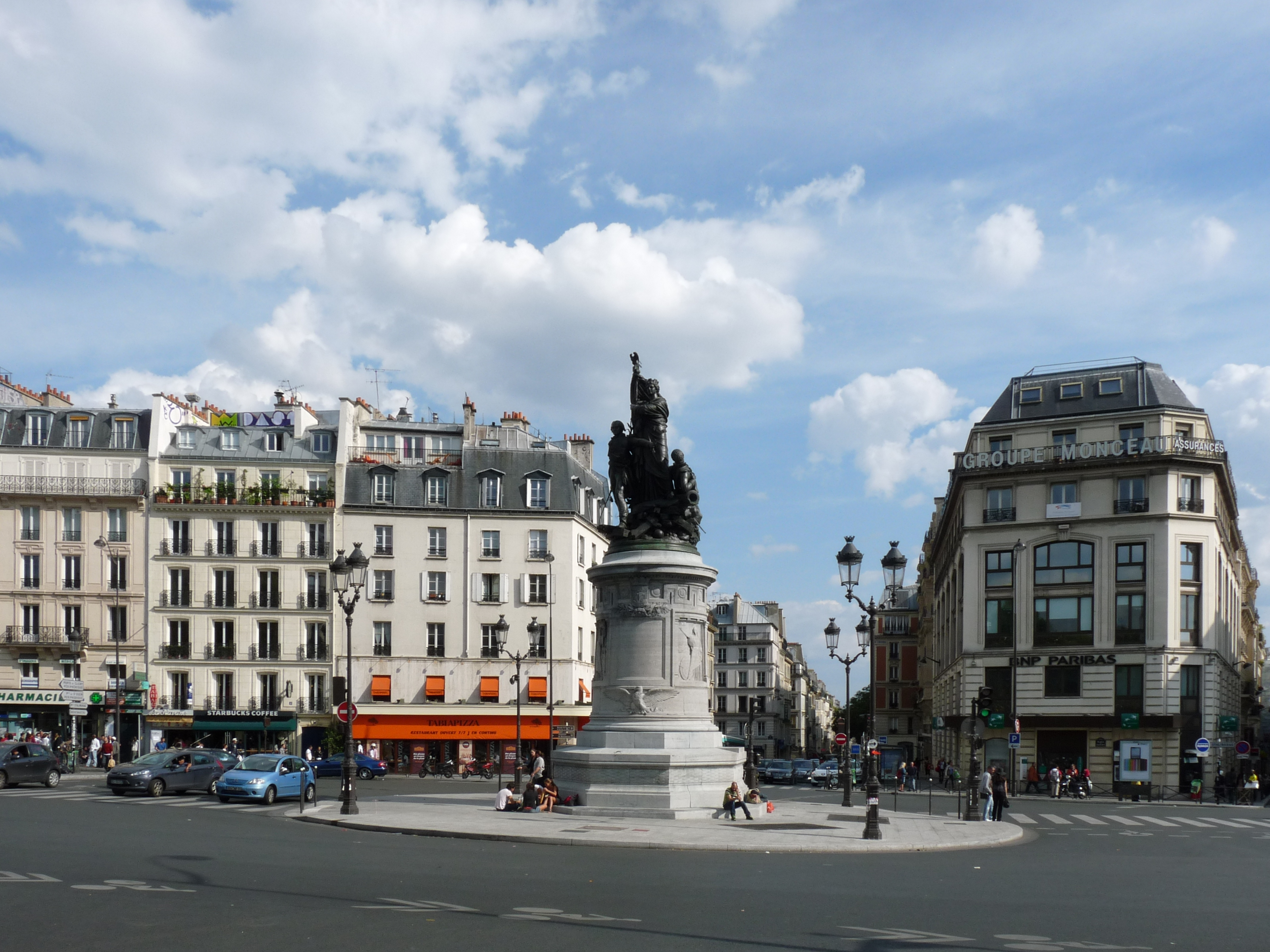
Place de Clichy
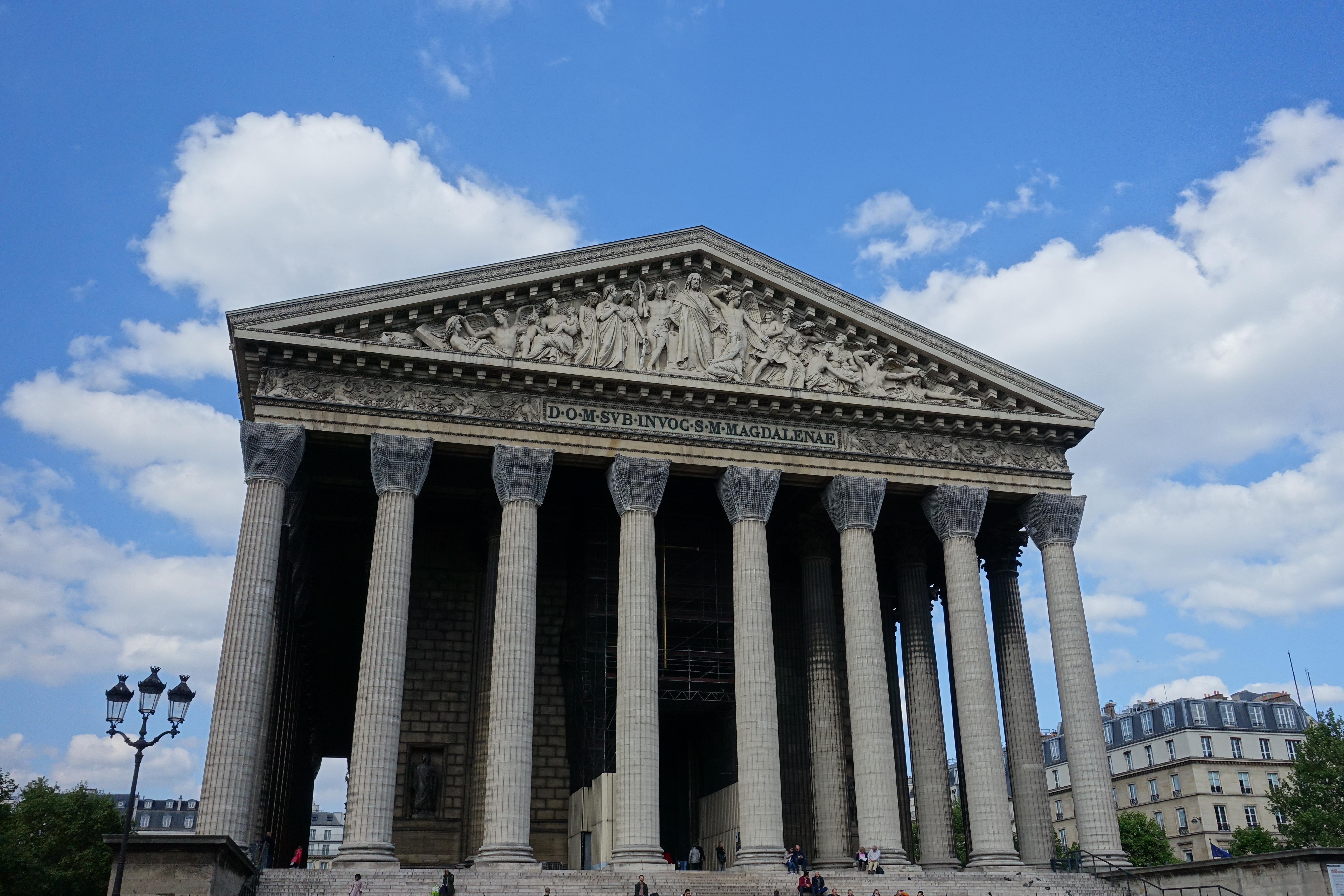
Madeleine-Kirche
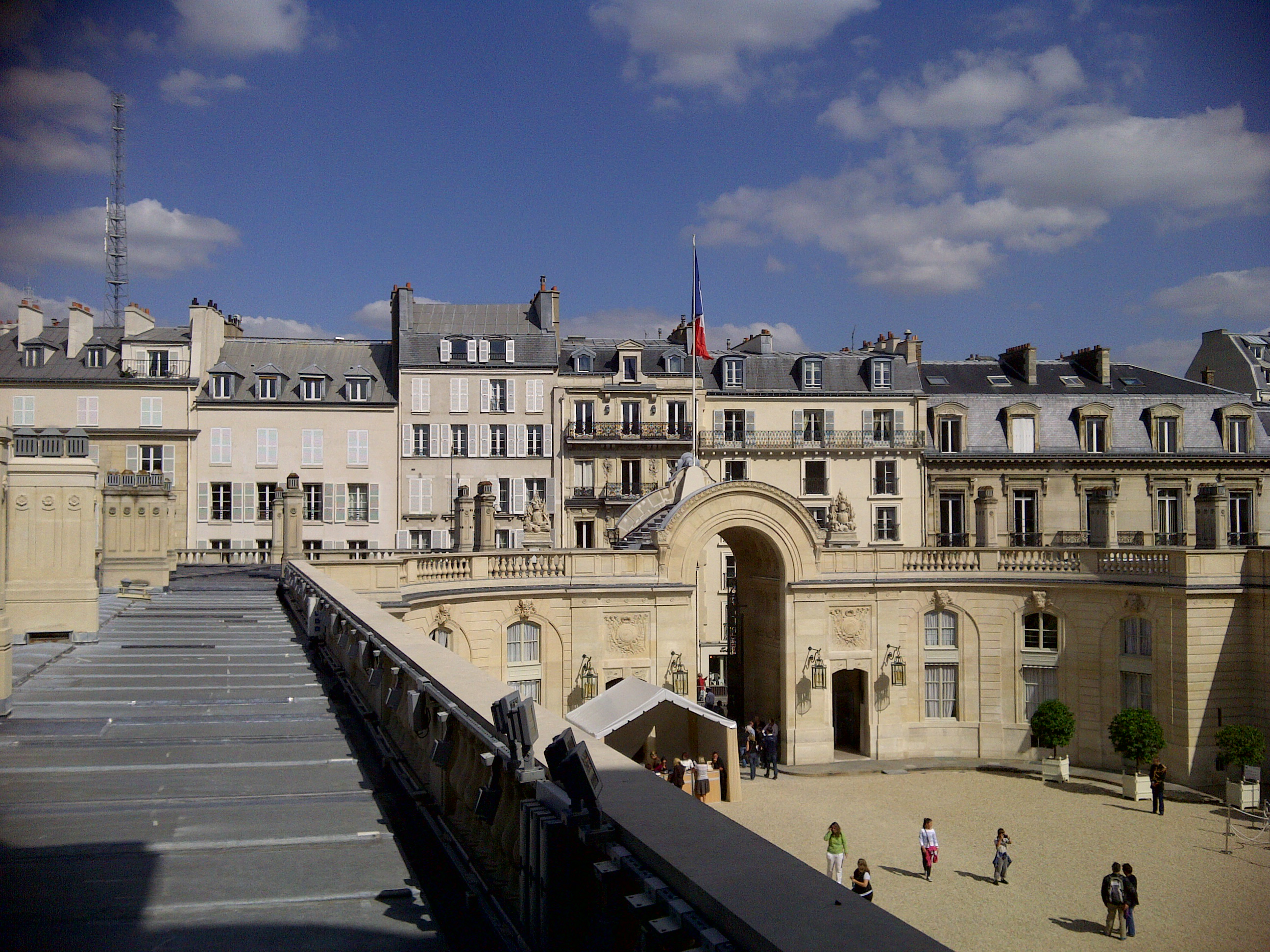
Élysée-Palast
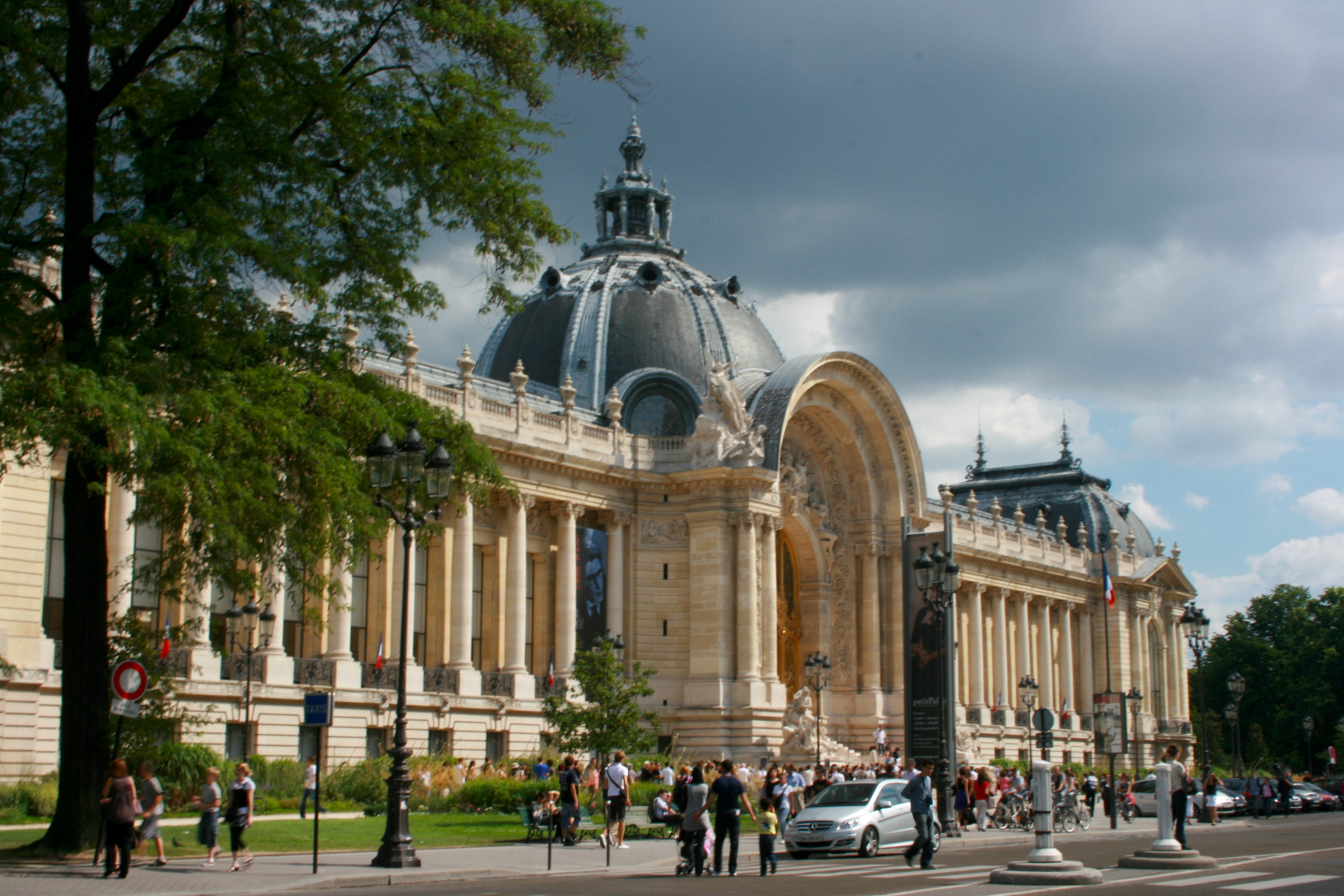
Petit Palais
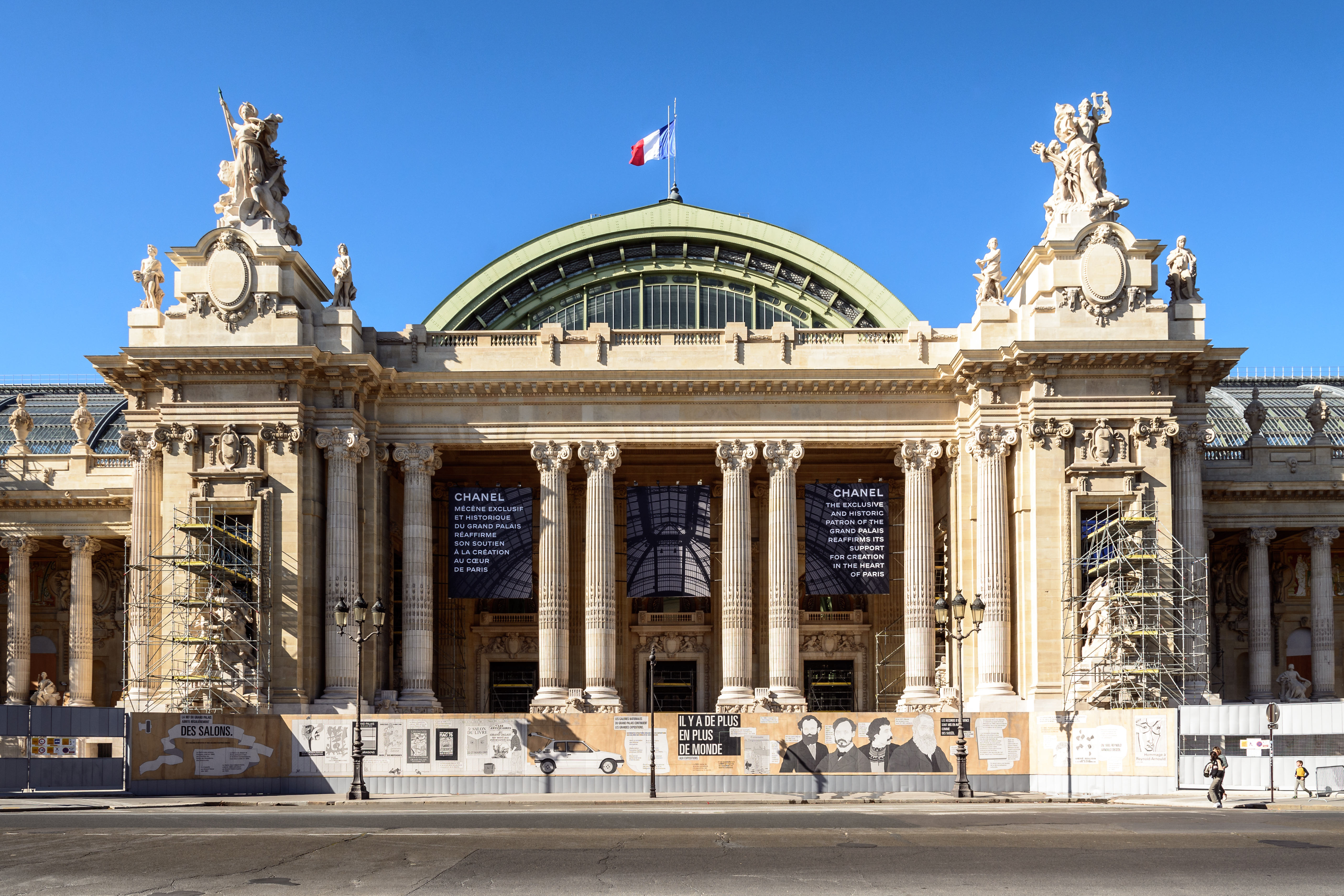
Grand Palais
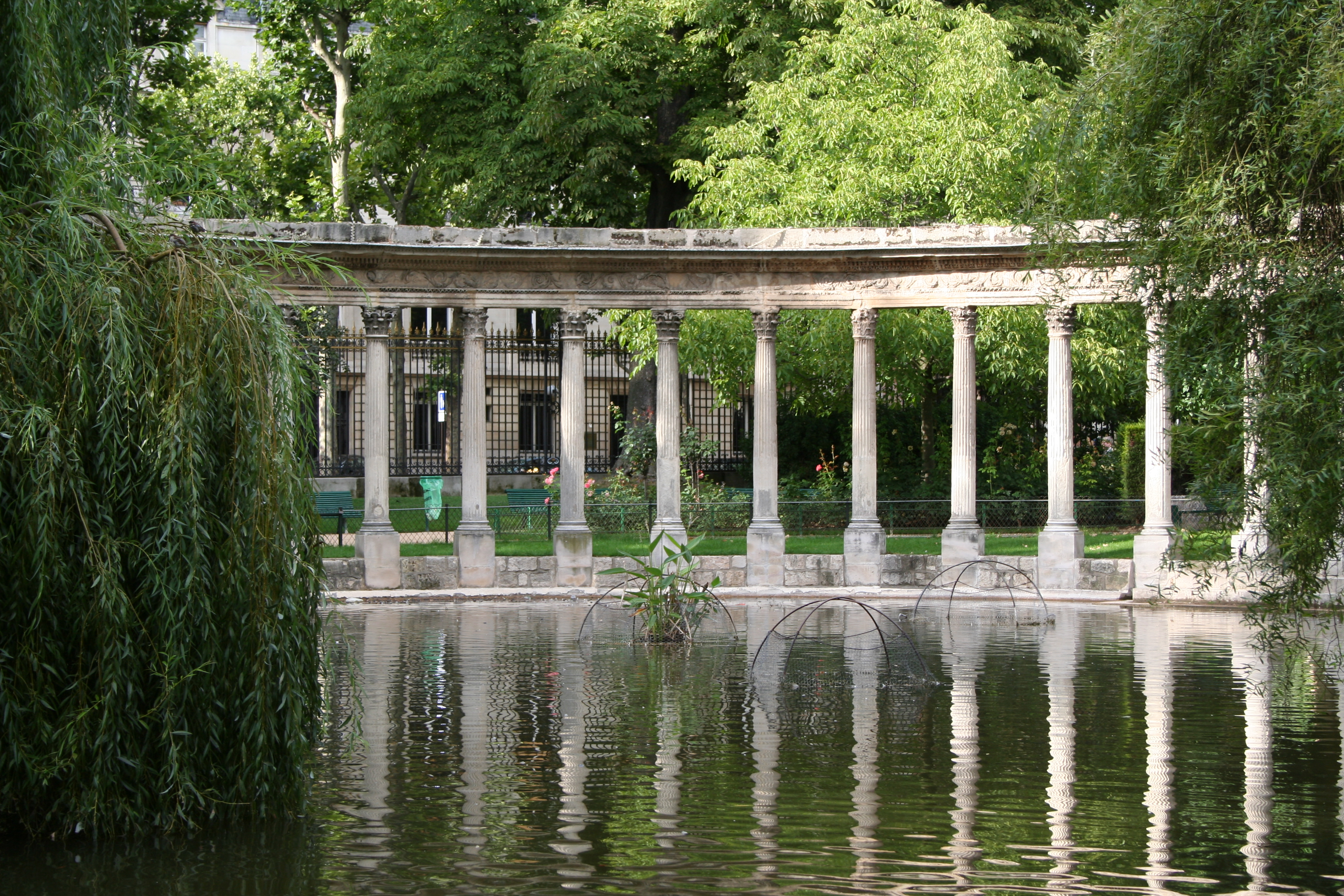
Parc Monceau
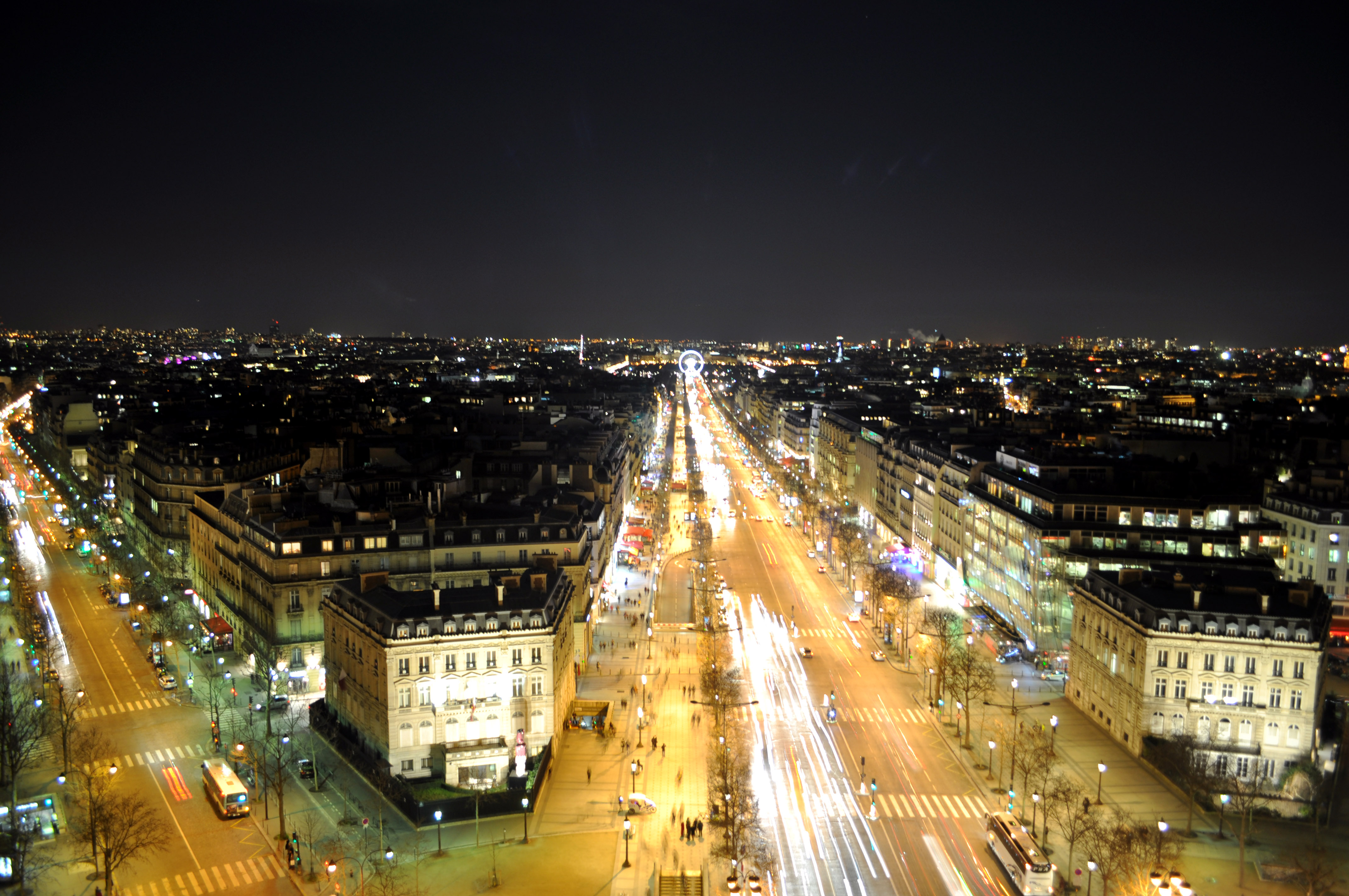
Avenue des Champs-Élysées
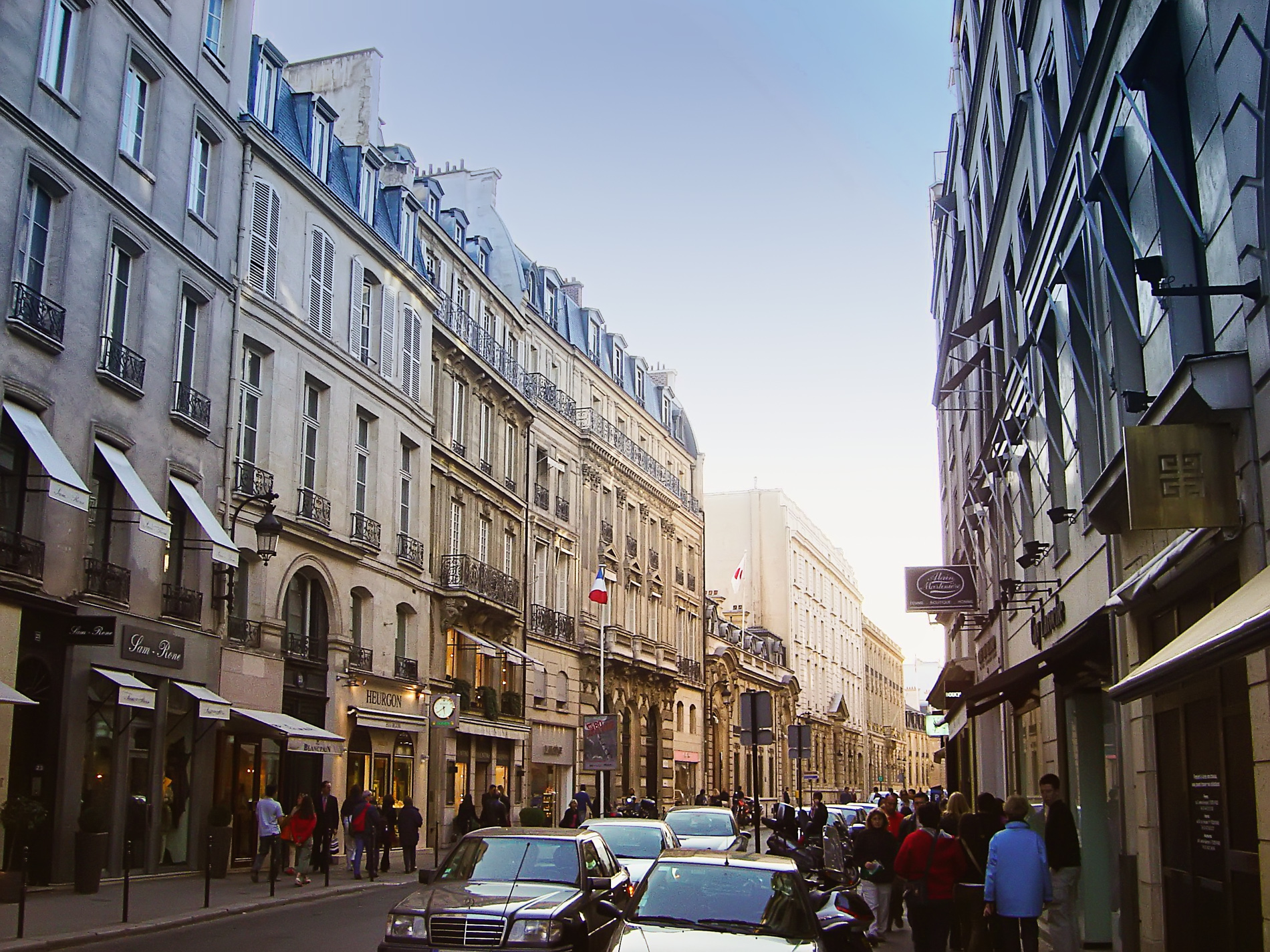
Rue du Faubourg Saint-Honoré

## Sehenswürdigkeiten
- Obelisk von Luxor
- Musée du Petit Palais
- Arc de Triomphe

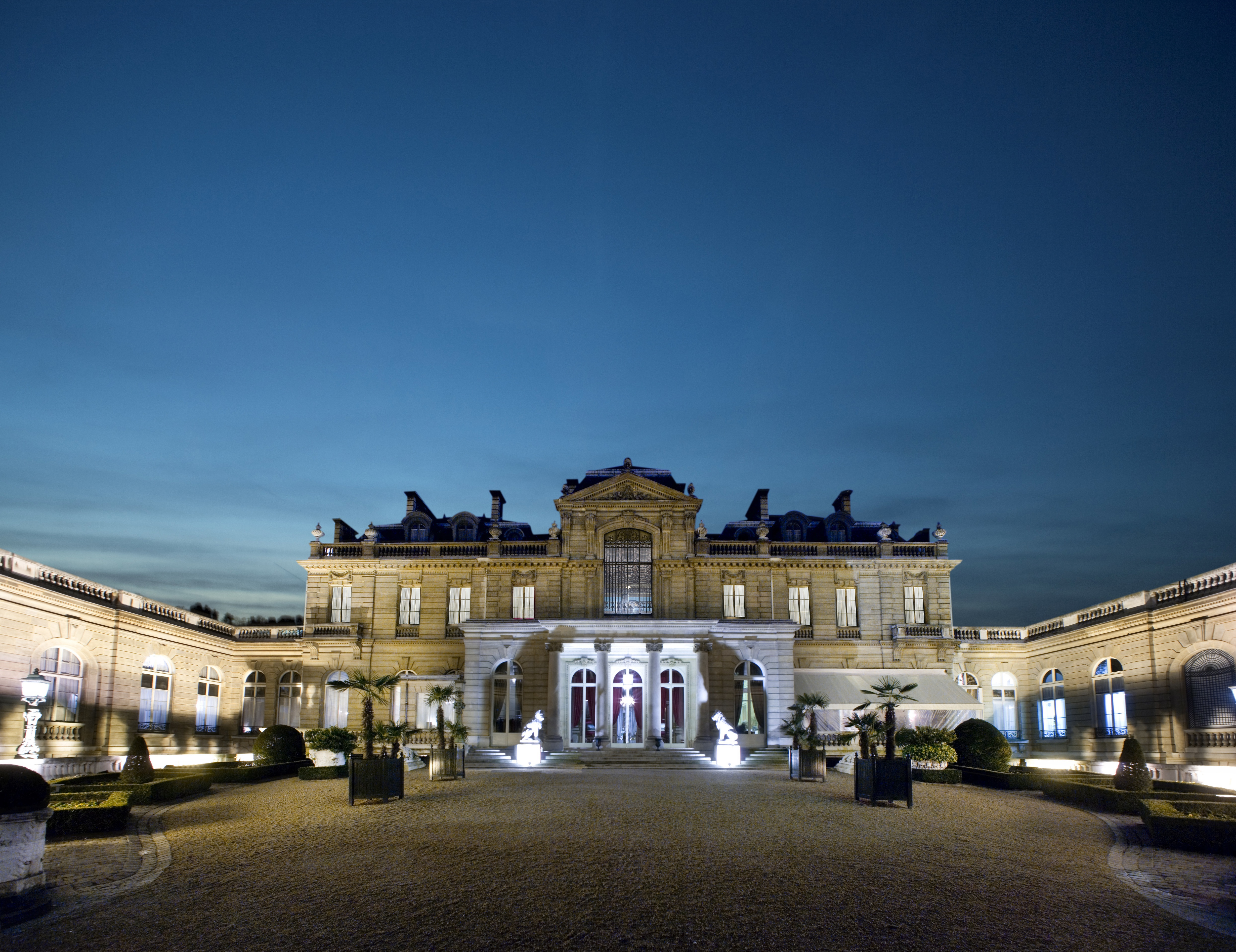
Musée Jacquemart André

- Centre National de la Photographie
- Galeries nationales du Grand Palais
- Palais de la découverte
- Musée Cernuschi
- Musée Jacquemart-André
- Museum Nissim de Camondo
- Kirche La Madeleine
- Palais de l’Élysée
- Chapelle expiatoire

## Grünzonen
- Jardin des Champs-Élysées
- Parc Monceau

## Verkehr und Infrastruktur

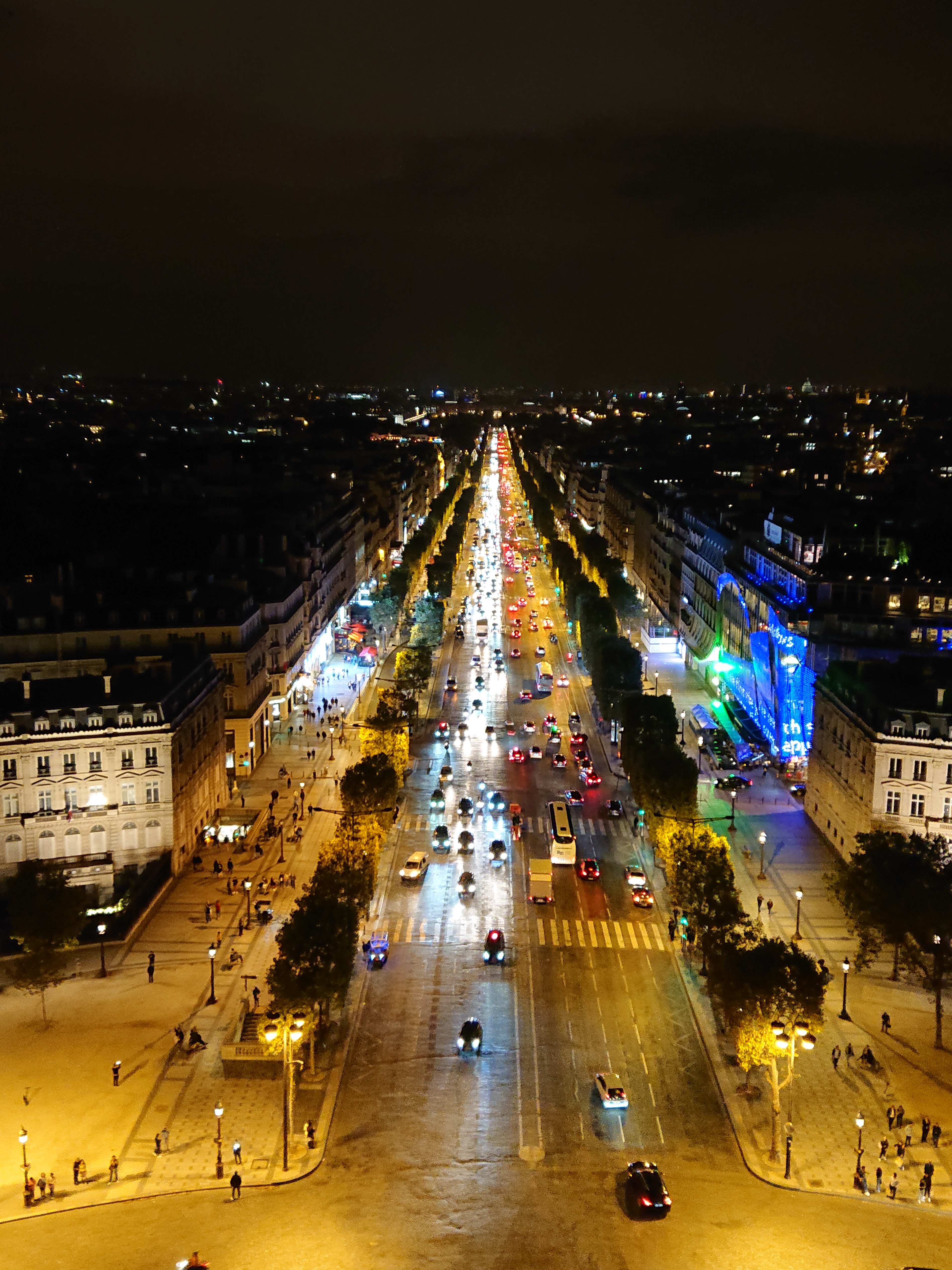
Die Avenue des Champs-Élysées ist die zentrale Straße durch das Arrondissement.

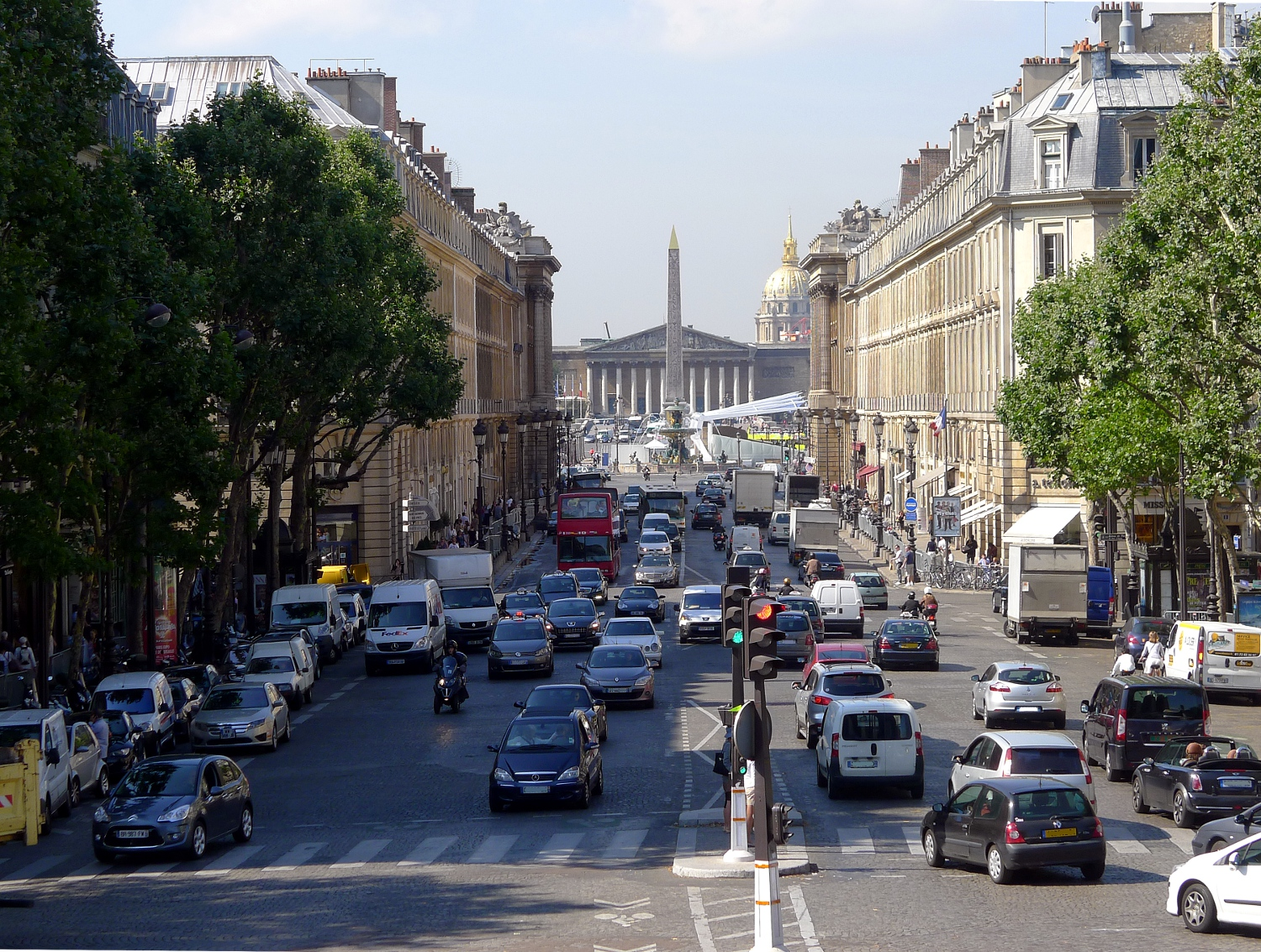
Rue Royale mit Madeleine-Kirche

### Wichtige Straßen
- Avenue de Friedland
- Avenue des Champs-Élysées
- Avenue Franklin D. Roosevelt
- Avenue George V.
- Avenue Hoche
- Avenue Marceau
- Avenue Montaigne
- Avenue Wagram
- Boulevard de Courcelles
- Boulevard des Batignolles
- Boulevard Haussmann
- Boulevard Malesherbes
- Rue Royale
- Rue du Faubourg Saint-Honoré

### Wichtige Plätze
- Place Charles de Gaulle
- Place de Clichy
- Place de la Concorde
- Place de la Madeleine
- Place des Ternes
- Place Saint-Augustin
- Rond Point des Champs-Élysées Marcel Dassault

### Bahnhöfe und Métrolinien

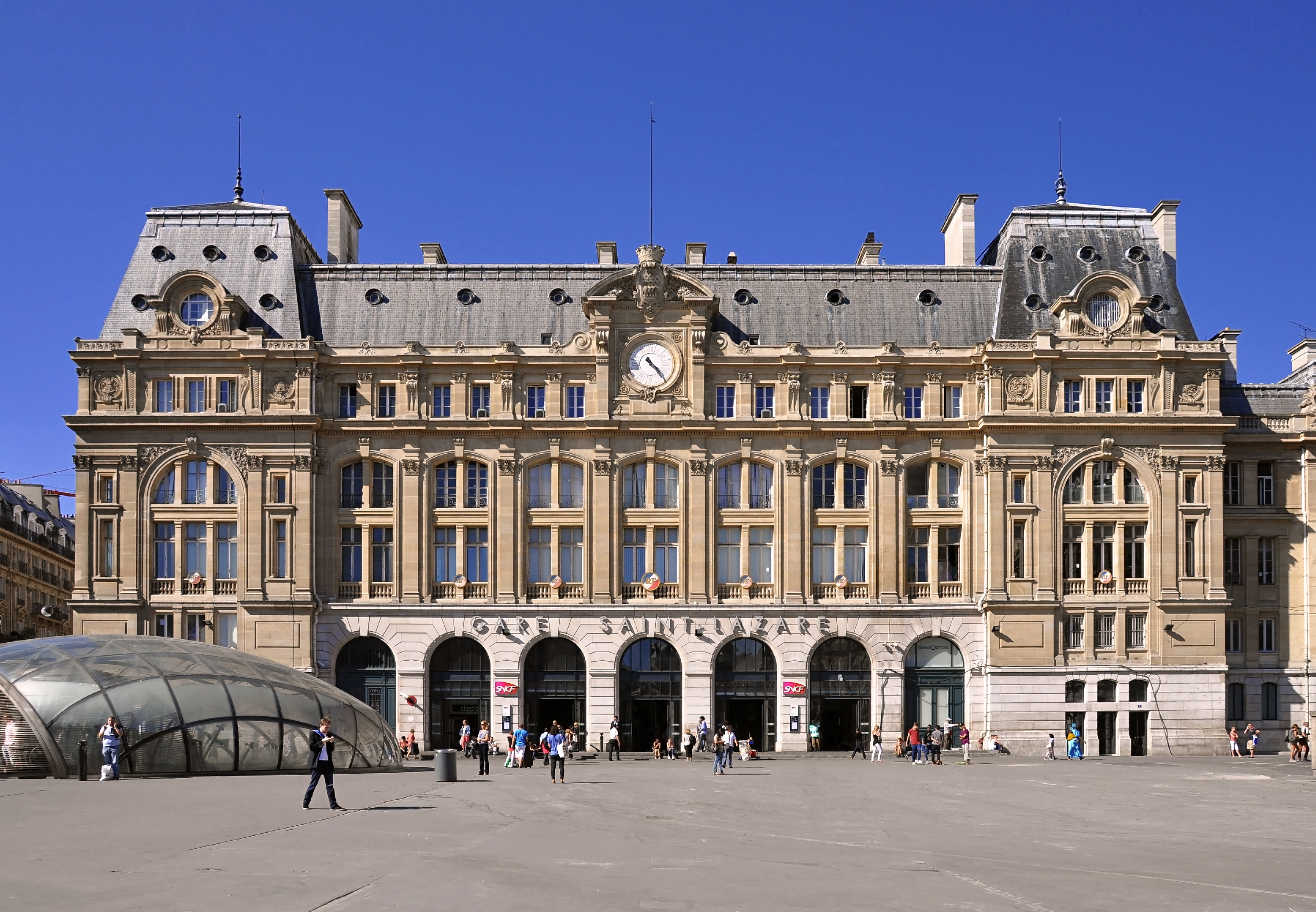
Gare Saint-Lazare

Im Quartier de l’Europe befindet sich der Gare Saint-Lazare, ein Kopfbahnhof der hauptsächlich den Regionalverkehr in den Nordwesten der Île-de-France abwickelt.
Durch und entlang des 8. Arrondissements führen außerdem die Métrolinien 1, 2, 3, 8, 9, 12 und 13.
Die RER-Linie A hat im 8. Arrondissement nur eine Haltestelle an der Station Charles de Gaulle – Étoile und führt nach Osten quer durch das Arrondissement. Die nächste Haltestelle (Auber) befindet sich bereits im 1. Arrondissement.

## Wichtige Kirchen
- La Madeleine
- St-Augustin
- Saint-Sacrement
- Saint-Philippe du Roule
- Saint-Étienne
- American Cathedral
- Church of Scotland
- Annonciation
- Saint-Joseqph
- Saint-Alexandre Nevsky
- Saint-André de l’Europe